# Norwegian Reward
Norwegian Reward è programma di marketing pubblicitario di tipo frequent flyer gestito dal gruppo Norwegian Air Shuttle.
Il programma è stato avviato nel 2007 e conta oltre 8 milioni di membri (2018). Ogni volta che i soci prenotano un viaggio con Norwegian, o utilizzano i servizi dei partner di Norwegian Reward, i CashPoint vengono guadagnati. I punti cassa sono gli stessi dei punti bonus, 1 punto cassa è pari a 1 corona norvegese. I punti possono essere utilizzati per pagare biglietti o prodotti correlati come prenotazioni di posti a sedere o bagagli. Il premio norvegese non funziona con i livelli di status tradizionali, ma le persone che volano spesso possono ottenere benefici extra chiamati "Rewards".
Bank Norwegian è collegata al programma di benefit e con la carta di credito i clienti della Norwegian Card guadagnano punti di cassa su tutti gli acquisti. CashPoint può anche essere guadagnato su acquisti in altri settori come assicurazioni, alimentari e mobili.
Nel 2017 e nel 2018, Norwegian Reward ha vinto il premio per "Il miglior programma di lealtà della compagnia aerea in Europa / Africa".